# Vier Fäuste für ein Halleluja
Vier Fäuste für ein Halleluja (Originaltitel: …continuavano a chiamarlo Trinità) ist eine Westernparodie mit Bud Spencer und Terence Hill und eine Fortsetzung von Die rechte und die linke Hand des Teufels (Lo chiamavano Trinità). Er wurde 1971 hauptsächlich in Campo Imperatore gedreht. In der DDR trug der Film den Titel Der Kleine und der müde Joe. Der Film startete am 25. Mai 1972 in den bundesdeutschen Kinos.

## Handlung
Bambi ist ein Pferdedieb, der von seinem Vater den Auftrag bekommt, seinen ungeliebten Bruder Trinity ebenfalls zum Pferdedieb auszubilden. Trinity hingegen soll auf seinen Bruder aufpassen und versucht, wann immer möglich, Bambis Bestrebungen zu durchkreuzen.
Der erste „Überfall“ auf den Planwagen einer Familie endet damit, dass die Brüder der Siedlerfamilie Geld geben, damit diese ihr krankes Baby von einem Arzt behandeln lassen kann. Die Familie taucht im weiteren Verlauf immer wieder auf und erhält stets finanzielle Hilfe von den Brüdern.
Während des ersten Besuchs in der Stadt machen Bambi und Trinity Bekanntschaft mit dem fiesen Verbrecher Parker. Dabei zeigt Trinity im Saloon seine Falschspieler- und Revolvertricks. Da man sie zunächst für Geheimagenten der Regierung hält, versucht Parker, sie zu bestechen, worauf sie zum Schein eingehen. Bei einem üppigen Mahl im teuersten Restaurant der Stadt fallen sie durch ihr ungehobeltes Benehmen auf. Anschließend will Bambi seinem Bruder beibringen, wie man eine Postkutsche ausraubt. Dafür muss Trinity das Ziel der Postkutsche auskundschaften und ist einen Tag lang unterwegs. Doch statt den Raub vorzubereiten, trifft Trinity sich mit der Tochter der Siedlerfamilie in einer Mission, wo er zufällig Zeuge seltsamer Vorgänge wird: Die Missionare müssen eine große Menge Geld für Parker verstecken, da dieser die Mission als getarnten Umschlagplatz für illegalen Waffenhandel benutzt.
Am Tag des geplanten Überfalls fährt Bambi zum Schein mit der Kutsche mit, um als Verfolger glänzen zu können, während Trinity die Kutsche als maskierter Dieb ausrauben soll. Trinity denkt jedoch nicht daran und raubt stattdessen lediglich Bambi aus, während er die anderen Fahrgäste in Ruhe lässt.
Trinity reitet danach zur Mission, wohin Bambi ihm später folgt. Aus früheren Berichten einiger Mexikaner wissen sie, dass die Absolution der Mönche nach der Beichte gelegentlich auch mit Fäusten erteilt wird. Daher legt Bambi eine Beichte ab und erfährt so von Parkers Machenschaften. Da Bambi sich das Geld von Parker unter den Nagel reißen will, verteidigt er die Mission zusammen mit Trinity gegen Parkers Leute und besiegt sie schließlich. Allerdings muss er seinen neuen Besitz wieder abgeben, da nun echte Regierungsbeamte Parker festnehmen und er nicht als Dieb erkannt werden will.

## Trivia
Einige Berühmtheit erlangte die groteske Duellszene nach einer Pokerrunde im Saloon: Der Profi-Kartenspieler Wildcat Hendricks (Tony Norton) bezichtigt Trinity des Falschspiels und fordert ihn zum Pistolenduell. Daraufhin ohrfeigt Trinity seinen Herausforderer mehrfach, wobei sich die Ohrfeigen mit dem Ziehen und Zurückstecken des eigenen Revolvers in das Holster blitzschnell abwechseln. Der überraschte Wildcat Hendricks muss die Prozedur ungläubig über sich ergehen lassen, ohne auch nur einmal den eigenen Colt gezogen zu haben. Eine ähnliche Duellszene wurde zwei Jahre später in Mein Name ist Nobody verwendet, hier mit Marc Mazza als Terence Hills Gegenspieler Don John.

## Kritik
„Episodenartig aufgebaute Parodie des Duos Hill/Spencer auf den Italowestern, angereichert mit einer Fülle von Gags. Nicht gerade originell, aber kurzweilig und unterhaltsam.“

„Das Prügelpaar Spencer/Hill legte mit diesem Film den Grundstein für seinen Weltruhm; die Anarchistenmoral, das attraktive Spiel, viele Schauwerte und schnodderige Dialoge machen diesen Western für die Lachmuskeln zu einem Festschmaus für Fans. (Wertung: 3 von 4 möglichen Sternen, gleich „sehr gut“)“

## Synchronisation

Original Plakatschriftzug der Erstaufführung

Der Film kam 1972 ins Kino und wurde vom gleichen Team wie Die rechte und die linke Hand des Teufels bearbeitet. Buch und Dialogregie lagen in der Hand von Horst Sommer. Hartmut Reck sprach wie im Vorgänger wieder für Terence Hill und Wolfgang Hess erneut für Bud Spencer. In dieser Fassung wurde für die Protagonisten die im Vorgänger etablierten Namen Der müde Joe und Der Kleine genutzt. In den 80er-Jahren verschwand diese Fassung zunehmend. Sie wurde erst 2003 zunächst nur als Bonus-DVD einer Kompilation (Vier Fäuste lassen’s krachen) wieder veröffentlicht und ist mittlerweile auch einzeln auf Blu-ray-Disc erhältlich.
Anfang der 1980er wurde der Film infolge des großen Bekanntheitsgrads des Duos Spencer/Hill von Rainer Brandt neu synchronisiert. Diese – aufgrund zahlreicher Fernsehausstrahlungen bekanntere – Fassung bietet mehr Klamauk und wurde – durch das Straffen einiger Szenen – um ca. acht Minuten gekürzt. Zudem wurden die Namen der Hauptfiguren denen aus dem italienischen Original angenähert und hießen nun Trinity (manchmal auch Trinità) (Original: Trinità) und Bambi (Bambino).
Wie Bud Spencer in einem Interview erzählte, gibt es von den Italo-Western von Terence Hill/Bud Spencer keine Originalsprache. Grund war, dass es meist keine gemeinsame Sprache am Set gab. Einige Schauspieler beherrschten nur die italienische, andere nur die spanische oder englische Sprache. Die eigentlich italienischen Filme mussten also selbst für das italienische Publikum neu synchronisiert werden.
| Rolle                | Darsteller         | 1. Synchro           | 2. Synchro               |
| -------------------- | ------------------ | -------------------- | ------------------------ |
| Der müde Joe/Trinity | Terence Hill       | Hartmut Reck         | Thomas Danneberg         |
| Der Kleine/Bambi     | Bud Spencer        | Wolfgang Hess        | Arnold Marquis           |
| Joes Freundin        | Yanti Somer        | Marion Hartmann      | Marianne Lutz            |
| Ma                   | Jessica Dublin     | Mady Rahl            | Tilly Lauenstein         |
| Pa                   | Harry Carey junior | Klaus W. Krause      | Hans Nitschke            |
| Parker               | Emilio Delle Piane | Manfred Schott       | Jochen Schröder          |
| Prior                | Pupo De Luca       | Hans Jürgen Diedrich | Friedrich Georg Beckhaus |
| Lopert               | Gérard Landry      | Horst Sommer         | Gerd Holtenau            |
| Deputy               | Adriano Micantoni  | Wolf Ackva           | Gerd Holtenau            |

## Besetzung
Die Nebenrollen von Vier Fäuste für ein Halleluja sind überwiegend mit den gleichen Schauspielern besetzt wie alle anderen Filme des Duos.

## Erfolg
In der Bundesrepublik Deutschland sahen grob geschätzt 12.267.000 Zuschauer den Film im Kino und er ist heute immer noch auf Platz 10 der All-Time Kinocharts sowie der erfolgreichste Kinofilm in der Bundesrepublik der 70er Jahre.

## Veröffentlichungen auf DVD und Blu-ray Disc
Der Film erschien bei e-m-s new media auf DVD. Die DVD enthielt nur die zweite Synchronfassung. Am Anfang des Filmes waren außerdem zwei Szenen vertauscht.
Am 28. September 2009 wurde der Film von 3L auch in einer Blu-ray-Disc-Fassung veröffentlicht; enthalten war ausschließlich die erste Synchronisation. 
Zudem ist eine DVD-Box erhältlich, die beide Synchronfassungen und den Film Die rechte und die linke Hand des Teufels enthält.